# Nervo vago
O nervo vago ou pneumogástrico constitui, com o homólogo contralateral, o décimo (X) par de nervos cranianos.
Sai do crânio pelo forame jugular e possui dois gânglios: o gânglio superior (jugular) e o inferior (nodoso). É responsável pela inervação parassimpática de praticamente todos os órgãos abaixo do pescoço que recebem inervação parassimpática (pulmão, coração, estômago, intestino delgado, etc), exceto parte do intestino grosso (a partir do segundo terço do cólon transverso)
O nervo vago (X) atua na secreção de líquidos digestivos.